# کوریدوراس ژولی
کوریدوراس ژولی (Corydoras julii)، که به نام کوری ژولی و گربه‌ماهی پلنگی نیز شناخته می‌شود، گونه ای از خانواده گربه‌ماهی‌سانان کوچک آب شیرین بومی شرق برزیل است. اغلب با کوریدوراس سه‌خط (Corydoras trilineatus) اشتباه گرفته می‌شود. آنها ماهی‌هایی کوچک و صلح‌جو هستند و معمولاً به صورت گروهی در اسارت نگهداری می‌شوند.